# 7580 Schwabhausen
A 7580 Schwabhausen (ideiglenes jelöléssel 1990 TM7) a Naprendszer kisbolygóövében található aszteroida. Freimut Börngen,  Lutz D. Schmadel fedezte fel 1990. október 13-án.